# Aschach (Innbach)
Die Aschach ist ein Fluss in Oberösterreich in den Bezirken Grieskirchen und Eferding. Sie entsteht aus der Vereinigung der Dürren Aschach und der Faulen Aschach und ist mit Trattnach und Innbach Teil des Gewässersystems, das den nördlichen Hausruck direkt zur Donau entwässert.

## Verlauf
Die Dürre Aschach entspringt in etwa 430 m Seehöhe bei der Ortschaft Pauredt in der Gemeinde Wendling. Sie fließt dann in nordöstlicher Richtung durch Neumarkt im Hausruckkreis und Pötting.
Die Faule Aschach entspringt bei Endt im Gemeindegebiet von Kallham, fließt anfangs in östlicher, dann in nordöstlicher Richtung und wendet sich bei Bruck an der Aschach nach Ost bis Südosten.
In Niederspaching vereinigen sich die Dürre Aschach und die Faule Aschach zur Aschach. Die Dürre Aschach ist bis zum Zusammenfluss 17 km, die Faule Aschach knapp 14 km lang.
Unterhalb von Waizenkirchen erfolgt der Durchbruch durch den Sauwald, den südlich der Donau liegenden Teil der Böhmischen Masse. Die Aschach weist auf diesem Abschnitt mit 10 ‰ das höchste Gefälle in ihrem Verlauf auf. Danach fließt sie durch das Eferdinger Becken, passiert Hartkirchen und, etwas weiter entfernt, Aschach an der Donau.
Ursprünglich mündete die Aschach bei Brandstatt (Gemeinde Pupping) in die Donau. Mit dem Bau des Donaukraftwerks Ottensheim-Wilhering wurde ihr Verlauf geändert. Ein Teil wird bei Pupping in den sogenannten Aschacharm geleitet, der nach 9 km unterhalb von Eferding in den Innbach mündet. Der Rest vereinigt sich in der Nähe der ursprünglichen Mündung mit dem künstlich angelegten Begleitgerinne des Kraftwerks. Dieses verläuft parallel zur Donau und mündet nach 9 km ebenfalls in den Innbach, kurz bevor dieser in die Donau mündet.

## Zuflüsse
Die wichtigsten Zubringer sind der Leitenbach (Länge 19 km, Einzugsgebiet 75 km²) und der Sandbach (Länge 14 km, Einzugsgebiet 44 km²), die nur 300 m entfernt voneinander unterhalb von Waizenkirchen von links in die Aschach münden. In Punzing fließt der Prambach in die Aschach.

## Wasserführung
Der mittlere Abfluss der Aschach am Pegel Kropfmühle beträgt 4,43 m³/s, was einer Abflussspende von 14,2 l/s·km² entspricht. Der höchste Abfluss erfolgt in den Wintermonaten, die abflussärmsten Monate sind Juni bis Oktober. Das winterpluviale Abflussregime weist dabei eine mäßig starke Amplitude auf, der mittlere Abfluss ist im abflussreichsten Monat März mit 8,37 m³/s gut drei Mal so hoch wie im abflussärmsten Monat September.

## Umwelt
Von Neumarkt bis Waizenkirchen ist die Dürre Aschach bzw. Aschach weitgehend begradigt und hart reguliert, ebenso im Eferdinger Becken. Lediglich die Durchbruchsstrecke durch den Sauwald ist weitgehend naturbelassen. Dieser Teil gehört zum Europaschutzgebiet (Natura 2000-Gebiet) „Oberes Donau- und Aschachtal“.
Das Einzugsgebiet der Aschach wird intensiv landwirtschaftlich genutzt: 41 % des Einzugsgebiets sind Ackerfläche, nur 18 % Wald. Die Viehhaltung pro Fläche (106 GVE/km²) und damit der Düngeranfall erreichen einen Spitzenwert für Oberösterreich.
Aufgrund der starken Regulierung, der intensiven Landwirtschaft und Problemen bei der Abwasserbeseitigung weist die Aschach eine relativ schlechte Wasserqualität auf. Auch Industriebetriebe, insbesondere in Neumarkt (u. a. Leder- und Leimfabrik), von denen inzwischen etliche geschlossen oder abgezogen wurden, haben die Aschach stark belastet. In den 1960er Jahren wies die Dürre Aschach im Oberlauf Güteklasse II bis III, ab Neumarkt bis zum Zusammenfluss mit der Faulen Aschach Klasse IV (ungemein stark verunreinigt), danach wieder Klasse II bis III auf. Heute haben die Dürre Aschach und der Oberlauf der Aschach Güteklasse II bis III, nach der Vereinigung mit der Faulen Aschach verbessert sich die Qualität und pendelt sich nach Waizenkirchen auf der Güteklasse II ein.
Im Bereich der Mündung von Leitenbach und Sandbach im Gemeindegebiet von Waizenkirchen werden die Aschach und die Unterläufe der beiden Zubringer renaturiert, um die durch die Regulierung entstandenen schädlichen Auswirkungen zu vermindern und die Wasserqualität zu verbessern.

## Fauna
Die Quellbäche und kleineren Zuflüsse zählen zur Forellenregion, die Aschach zur Barben- und Brachsenregion. Zu den hauptsächlich vorkommenden Fischarten gehören Barbe, Nase, Aitel, Brachse, Rotauge, Rotfeder, Karpfen, Barsch und Hecht. Im Unterlauf im Eferdinger Becken kommt auch der gefährdete Frauennerfling vor.

## Name
Der Fluss wird 776 erstmals als Aschaha schriftlich erwähnt. Der Name wird bisweilen für keltischen Ursprungs gehalten, ist aber vermutlich auf mhd. asch (Esche) und ahe (fließendes Wasser) zurückzuführen, bedeutet also so viel wie „Fluss, an dem Eschen stehen“.